# ロッド・バーナード
ロッド・バーナード（Rod Bernard、1940年8月12日 – 2020年7月12日）は、アメリカ合衆国の歌手。ニューオーリンズ・スタイルのリズム・アンド・ブルース、カントリー＆ウェスタン、ケイジャン、クレオール・ミュージックを融合させたスワンプ・ポップと称される音楽ジャンルの草分け的存在。彼はボビー・チャールズ、ジョニー・アラン、トミー・マクレイン、ウォーレン・ストームといったアーティストと並び、ルイジアナ南部～テキサス東部の音楽を特徴づけるミュージシャンの代表格として知られている。

## 来歴
バーナードは、ルイジアナ州オペルーサスに生まれた。彼の両親はフランス語を話す労働者階級のケイジャン族で、彼は幼少期から近所のポートバリーにあった祖父の経営するダンスホール、コートタブロウ・インで演奏されるトラディショナルなケイジャン・フレンチ音楽を聴いて育った。そこで彼はアルダス・ロジャー、パパ・カイロ、ジミー・C・ニューマンといった著名なケイジャン・ミュージシャンやザディコの先駆者クリフトン・シェニエの音楽に触れ、それが彼の音楽に強い影響を与えることとなった。
8歳の頃、バーナードは初めてのギター（ジーン・オートリー・モデルのアコースティック・ギター）を手に入れ、1950年にはケイジャンとカントリー（あるいはウェスタン・スウィング・ミュージックの流れを汲むケイジャン・スウィング）の劇団ブルー・ルーム・ギャングとパフォーマンスを行なうようになった。彼らには地元レッド・バード・ブランドのスイートポテトがスポンサーに付いていた。この時期、バーナードはオペルーサスのKSLO局で放送されていたライヴ音楽のラジオ番組のホスト役を務め、彼の音楽のヒーローだったハンク・ウィリアムズのスタイルでケイジャン、カントリーの曲のギター弾き語りを披露していた。

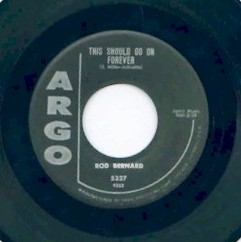
"This Should Go On Forever"のレコード・レーベル（1959年、アーゴ・レコード）

1950年代半ばになると、バーナードはロックンロールとリズム・アンド・ブルース、特にファッツ・ドミノとエルヴィス・プレスリーのサウンドの影響を受けるようになった。1957年、彼はオペルーサスのティーンエイジャーたちともにロックンロール・バンドの結成。彼らはトウィスターズと名乗り、オペルーサスの零細レーベルのカールからシングルを2枚リリースしている。その翌年、バーナードと彼のバンドはジェイ・ミラーとキング・カール（バーナード・ジョリヴェット）が書いた情熱的なバラード「This Should Go On Forever」をルイジアナ州ヴィルプラットのフロイド・スワローが所有するレーベル、ジンへレコーディングした。この曲はシカゴのアーゴ・レコードにリースされて1959年に全米ヒットとなった。（ポップ・チャート20位、R&Bチャート12位）これがきっかけとなり、バーナードはディック・クラークのアメリカン・バンドスタンド、ディック・クラークス・サタデー・ナイト・ビーチナット・ショー、アラン・フリード・ショーといったテレビ番組に出演、またジェリー・リー・ルイス、フランキー・アヴァロン、チャック・ベリー、B.B.キングらとのツアーも経験した。
続いてアーゴからリリースしたシングル「You're On My Mind」（B面「My Life Is A Mystery」は前作のような成功を収めることはできなかった。1959年、バーナードはテキサス州ボーモントのプロデューサー、ビル・ホールと契約。ホールはバーナードをマーキュリー・レコードと契約させたが、ここでは愚かなことにバーナードの持ち味である土臭いスワンプ・ポップ・スタイルは封じられ、バイオリンと女性コーラスを入れる豪勢なスタイルを押し出した。同レーベルのナッシュヴィル・セッションからは、1曲の小ヒット「One More Chance」（ポップ・チャート74位）が生まれるにとどまっている。
1962年頃に、バーナードはマーキュリーを離れ、今度はビル・ホール自身のボーモントのレーベル、ホール・ウェイに移籍。地元のアーティストジョニー・ウィンター、エドガー・ウィンターとレコーディングを行ない、彼は「Fais Do Do」、「Who's Gonna Rock My Baby」やケイジャンのフォークソング「Allons Danser Colinda」のロックンロール・バージョンなど、いくつかの特筆すべき楽曲をリリースしている。「Allons Danser Colinda」は「Colinda」の名前でリリースとなり、全米で放送を通じて流れた。いまだにルイジアナ南部、テキサス東部では親しまれている。
アメリカ海兵隊のブートキャンプへの参加によってバーナードの音楽キャリアは中断されるが、ルイジアナ南部に戻ると彼はションデルズ（トミー・ジェイムズのグループとは異なるので注意が必要である）をウォーレン・ストーム、スキップ・スチュワートと結成した。（バーナードが海兵隊に所属したのは1962年から1968年までで、最終的に軍曹の地位まで上っている。）1960年代半ばにグループはラファイエットのラ・ルイジアン・レーベルよりいくつかのシングル曲をレコーディングし、テレビ局KLFYのライヴ・ダンス番組「サタデー・ホップ」でホスト役を務めた。この番組はラ・ルイジアン・レーベルからリリースされたアルバム『The Shondells At The Saturday Hop』のインスピレーションとなった。
この時期、バーナードはヒューイ・モーのレーベル、ティア・ドロップとコピーライト、そして馴染みのジン・レーベルにシングルをレコーディングしている。さらにはセプター、シェルビー・シングルトンのSSSインターナショナルからも単発でシングルが出ている。これらのセッションからはチャック・ベリー風のロック「Recorded In England」、ケイジャン・トゥー・ステップ風の「Papa Thibodeaux」、悲しさ溢れるバラード「Congratulations To You Darling」など、特筆すべきリリースがある。
バーナードは1970年代を通じて、滅多にライヴを行なうことはなかったが、『Country Lovin』、『Nightlights And Love Songs』など自身のルーツに帰るいくつかのカントリー＆ウェスタンのアルバムをリリースしている。彼はまたクリフトン・シェニエとの共作アルバム『Boogie In Black And White』を1976年にリリース。ケイジャンとクレオールの要素を粗削りなまま混ぜ合わせたこの作品は、多くのファンが名作と見做している。音楽ライターのジョン・ブローヴェンは本作を「多くの人が夢でしかありえないと考えるような自然な形のワイルドで未知のロックンロール・セットだ」と評し、ラリー・ベニスウィッツは「これは疑いのない名作で、ウェイン・トゥープスの『Zydecajun』のスタイルやザッカリー・リシャールの『Zack Attack』、その他類似するケイジャン、ザディコ、R&Bの融合実験の元祖とも言える作品だ」としている。
1980年頃、彼はファッツ・ドミノの楽曲を取り上げたアルバム『A Lot of Dominoes』をジンへレコーディングしたがマスターが紛失してしまった。その後発見され、カセット・テープのみという形ながら1991年にようやくリリースとなっている。2003年、彼は20年以上のブランクを経て新作アルバムをリリースした。タイトルは『Louisiana Tradition』で、テキサス州フォーニーのCSPレーベルからCDリリースとなった。この作品は新曲がいくつか収録されたのに加え、ボビー・チャールズの「Later Alligator」などルイジアナ南部の昔の名曲のカバーも含まれていた。
2006年6月、バーナードは語りのシングル「A Tear In The Lady's Eye」をレコーディングした。これは元々は1968年にレコーディングした曲のリメイクで、軍隊支持の立場からの反ベトナム戦争運動を行なう者たちへの返答の内容であった。（この「Lady」は自由の女神を意味する。）このリメイク・バージョンでは、イラクで続く戦争に反対する者たちへバーナードが語り掛ける内容となっている。バーナードは、このリメイク・バージョンを収録したCDシングルを自費でプレスし、主にルイジアナ南部のラジオ局や番組でのエアプレイのために発送した。
バーナードの楽曲の多くは国内外でCDで再発されており、現在もラジオなどでかかっている。C.C.アドコック、マーク・ブルッサー、ザッカリー・リシャールといったバーナードよりも若い世代のルイジアナ南部のミュージシャンたちが、彼に強い音楽的影響を受けたと語っている。
バーナードの最後となった公演は、2015年のニューオーリンズでのポンデロサ・ストンプだった。彼はラジオ局（アケイディアナ・ブロードキャスティング）の広告担当の取締役を務めていたが、2018年1月を以て引退している。
2020年7月12日、バーナードの息子シェーンが父親の死去を発表した。バーナードは短い期間の闘病生活を経て、79歳で死去したとのことであった。

## ディスコグラフィー

### シングル
- 1957年「Linda Gail」/「Little Bitty Mama」(Carl)
- 1958年「This Should Go On Forever」/「Pardon Mr. Gordon」(Jin 105) (Argo 5327-1959年)
- 1959年「All Night In Jail」/「Set Me Free」(Carl)
- 1959年「You're On My Mind」/「My Life Is A Mystery」(Argo 5338)
- 1959年「One More Chance」/「Shedding Teardrops Over You」(Mercury 71507)
- 1960年「Let's Get Together Tonight」/「One Of These Days」(Mercury 71592)
- 1960年「Dance Fool Dance」/「Two Young Fools In Love」(Mercury 71654)
- 1960年「Strange Kisses」/「Just A Memory」(Mercury 71689)
- 1961年「Lonely Hearts Club」/「Who Knows」(Mercury 716767)
- 1961年「Sometime (Tell Me)」/「I'm Not Lonely Anymore」(Mercury 71842)
- 1962年「Colinda」/「Who's Gonna Rock My Baby」(Hall-Way 1902)
- 1962年「Fais Do Do (Fay Doe Doe)」/「New Orleans Jail」(Hall-Way 1906)
- 1962年「Forgive」/「I Want Somebody」(Hall 1915)
- 1963年「Wedding Bells」/「I Had A Girl」(Hall-Way 1806)
- 1963年「Diggy Liggy Lo」/「The Clock」(Hall 1917)
- 1964年「Our Teenage Love」/「Doing The Oo-Wa-Woo」(Tear Drop 3044)
- 1965年「You're The Reason I'm in Love」/ 「My Jole Blon」(Tear Drop 3052)
- 1965年「No Money Down」/ 「Little Green Man」 (Tear Drop 3060)
- 1965年「Recorded in England」/「This Should Go On Forever」(Tear Drop 3117)
- 1965年「Recorded in England」/「Somebody Wrote That Song for Me」(Arbee 101)
- 1965年「Don’t Be Angry」/「Give Me Love, Love, Love」(Arbee 102)
- 1966年「Don't You Think I've Paid Enough」/「Gimmie Back My Cadillac」(Arbee 104)
- 1966年「These Were Our Songs...」/「Just Another Lie」(Arbee 105)
- 1967年「These Were Our Songs」/「Recorded in England」(Scepter 12195)
- 1968年「Papa Thibodeaux」/「Play A Song For My Baby」(Copyright 2316)
- 1968年「(Come On Over) Let's Start A Commotion」/「In This Small Town」(Copyright 2317)
- 1968年「Congratulations To You Darling」/「You're The Reason I'm In Love」(Jin 232)
- 1968年「(I Have A Vow) To Have And Hold」/「Cajun Honey」(Jin 237)
- 1969年「New Orleans Jail」/「Big Mamou」(Jin 240)
- 1970年「Cajun Interstate」/「A Tear In A Lady's Eyes」(SSS International 822)
- 1974年「Teach Me To Forget」/「Doesn't Take Much To Cry」(Jin 286)
- 1974年「Don't You Think I've Paid Enough」/「Somebody Wrote That Song For Me」(Jin 307)
- 1975年「Sometimes I Talk In My Sleep」/「Breaking Up Is Hard To Do」(Jin 325)
- 1975年「This Should Go On Forever」/「I Spent A Week There Last Night」(Jin 338)
- 1976年「I Forgot I Had These Memories Of You」/「A Winner In Love」(Jin 350)
- 1976年「Shake, Rattle And Roll」/「Rockin' Pneumonia And Boogie Woogie Flu」(Jin 362) ※クリフトン・シェニエとの共作

### アルバム
- 1964年 『Rod Bernard』(Jin 4007)
- 1964年 『The Shondells At The Saturday Hop』(La Louisinanne LL-109) ※ザ・ションデルズ名義
- 1974年 『Country Lovin'』(Jin 9008)
- 1975年 『Night Lights And Love Songs』(Jin 9010)
- 1976年 『Boogie In Black And White』(Jin 9014) ※クリフトン・シェニエとの共作
- 1978年 『This Should Go On Forever And Other Bayou Classics』(Crazy Cajun 1086)
- 1991年 『A Lot of Dominos』 (Jin 4012) ※カセット・テープのみのリリース
- 1999年 『Louisiana Tradition』 (CSP 1018) ※CDリリース

### コンピレーション・アルバム
- 1994年 『Swamp Rock 'n' Roller』 (Ace [UK] CDCHD 488)
- 1998年 『The Essential Collection』 (Jin 9056)
- 1999年 『Cajun Blue』 (Edsel 593)